# فرانکا فالدینی
فرانکا فالدینی (ایتالیایی: Franca Faldini؛ ‏ ۱۰ فوریه ۱۹۳۱ – ۲۲ ژوئیه ۲۰۱۶) بازیگر، روزنامه‌نگار و نویسنده اهل ایتالیا بود.
از فیلم‌ها یا برنامه‌های تلویزیونی که وی در آن نقش داشته‌است، می‌توان به فقر و نجابت و آزادی کجاست؟ اشاره کرد.